# Ajstrup (Aarhus Kommune)
 For alternative betydninger, se Ajstrup. (Se også artikler, som begynder med Ajstrup)
Ajstrup er en landsby i Østjylland ca. 13 km syd for Aarhus. Den ligger i Aarhus Kommune.
56°2′12.85″N 10°14′16.69″Ø / 56.0369028°N 10.2379694°Ø